# Olivier Rolin
Pour les articles homonymes, voir Rolin.
Ne doit pas être confondu avec Pierre-Olivier Rollin.
Olivier Rolin, né le 17 mai 1947 à Boulogne-Billancourt, est un écrivain français, lauréat notamment du prix Femina en 1994 pour Port-Soudan.

## Biographie

### Enfance et formation
Olivier Rolin passe son enfance au Sénégal. Après des études au lycée Louis-le-Grand, à Paris, il est admis en 1967 à l'École normale supérieure. Il est diplômé en philosophie et en lettres.

### Engagement politique
Membre dirigeant de l'organisation maoïste Gauche prolétarienne (GP), il est engagé dans la « branche militaire » de la Nouvelle résistance populaire (NRP). La GP refuse pourtant le passage à l'acte qu'aurait constitué une action violente et la NRP, créée pour être le bras armé possible d'une lutte révolutionnaire, est restée pacifique jusqu'à l'autodissolution de la GP en 1973.

### Presse et édition
Dans le même temps, il collabore, en tant que pigiste, aux journaux Libération et Le Nouvel Observateur.
À la fin des années 1970, il devient éditeur pour les éditions du Seuil,.

### Écriture
Son œuvre est inspirée par Mai 68 et la Gauche prolétarienne, les aventures romanesques au Soudan, ainsi que par ses nombreux voyages, en particulier en Russie.
Il a obtenu le prix Femina pour Port-Soudan en 1994, le prix France Culture pour Tigre en papier en 2003 et le prix du Style pour Le Météorologue en 2014.
Ce dernier roman conte le destin tragique d'Alexéï Féodossévitch Vangengheim, accusé en 1934 de crimes contre l'URSS, et dont la vie, les convictions et les pensées sont décrites et interprétées tout au long de son périple, depuis son poste de dirigeant du service hydro-météorologique unifié de l'URSS à sa mort dans une fosse commune au pied d'une colline en Karélie.
Il reçoit en 2010 le grand prix de littérature Paul-Morand de l'Académie française pour l'ensemble de son œuvre.
Ses œuvres complètes ont été publiées en deux volumes en 2011 et 2012 sous le titre générique Circus. Un important dossier lui a été consacré à l'été 2017 par la revue Europe.
Il a écrit à trois reprises dans la revue Le Meilleur des mondes (un article sur l'assassinat d'Ilan Halimi, un autre intitulé « La métis du roman » et un troisième sur la Kolyma).

En 2015, à la suite des attentats du 13 novembre 2015 en France, il publie dans Le Monde des livres une chronique pour répondre aux jihadistes. Il y affirme : 

« Le djihadisme est sans doute une maladie de l'islam, mais il entretient précisément avec cette religion le rapport incontestable qu'a une maladie au corps qu'elle dévore. »

### Famille et vie privée
Il est le frère de l'écrivain Jean Rolin, qui fut aussi membre de la Gauche prolétarienne.
Il a été le compagnon de Jane Birkin entre 1995 et 2000.

## Décoration
- Officier de l'ordre des Arts et des Lettres

## Œuvres

### Romans
- Phénomène futur, éditions du Seuil, coll. « Fiction & Cie » no 56, 1983
- Bar des flots noirs, éd. Seuil, 1987
- L'Invention du monde, éd. Seuil, 1993
- Port-Soudan, éd. Seuil, 1994  prix Femina 1994
- Méroé, éd. Seuil, 1998
- La Langue suivi de Mal placé, déplacé, éditions Verdier, 2000
- Tigre en papier, éd. Seuil, 2002  prix France Culture 2003
- Suite à l'hôtel Crystal, éd. Seuil, 2004
- Rooms, Seuil, 2006
- Un chasseur de lions, Seuil, 2008
- Le Météorologue, Éditions du Seuil/éditions Paulsen, 2014 ; rééd. coll. Points  (ISBN 978-2-7578-5506-5) prix du style
- À y regarder de près, avec Érik Desmazières, éd. Seuil, coll. « Fiction & Cie », 2015
- Veracruz, éd. Verdier, 2016
- Baïkal-Amour, éd. Paulsen, 2017
- Extérieur monde, éd. Gallimard, 2019
- Vider les lieux, éd. Gallimard, 2022
- Jusqu'à ce que mort s'ensuive, éd. Gallimard, 2024

### Récits géographiques
- Athènes : avec Olivier Rolin, Autrement, 1986
- En Russie, éd. Quai Voltaire, 1987
- Sept villes, éditions Rivages, 1988  prix Pierre-de-Régnier de l'Académie française
- La Havana (avec Jean-François Fogel et Jean-Louis Vaudoyer), éd. Quai Voltaire, 1989
- Mon galurin gris : petites géographies, éd. Seuil, 1997
- Paysages originels, éd. Seuil, 1999
- Bakou, derniers jours, éd. Seuil, 2010
- Sibérie, éd. Inculte, 2011
- Solovki, la bibliothèque perdue (texte Olivier Rolin, photographies Jean-Luc Bertini), éd. Le bec en l'air, 2014
- Vers les îles Éparses, éditions Verdier, 2025

### Essais
- Objections contre une prise d'armes (sous le pseudonyme d'Antoine Liniers), dans François Furet, Antoine Liniers, Philippe Raynaud, Terrorisme et démocratie, éditions Fayard, 1986.
- Bric et broc, éd. Verdier, 2011

### Documentaires
- Solovkii, la bibliothèque disparue d'Élisabeth Kapnist et Olivier Rolin[11]

### Œuvres complètes
- Circus 1 (1980 - 1998), Seuil, 2011
- Circus 2 (1999 - 2011), Seuil, 2012

## Distinctions
- 1999 : Nomination pour le Prix du Livre Inter pour Méroé[12]